# محمدحسن تبرائیان
محمدحسن تبرائیان (زاده ۱۳۲۴)، استاد ادبیات عرب، چهره ماندگار در حوزه ادبیات عرب در سومین همایش چهره های ماندگار و استاد پیشین دانشگاه الازهر مصر است.

## زندگی
تبرائیان تحصیلات ابتدایی و حوزوی را در عراق به پایان برده و با آشنایی بیشتر با زبان و ادبیات عرب، به این حوزه وسیع فرهنگی علاقه‌مند می شود و برای تحصیل در این رشته به دانشگاه عراق می رود. پس از تحصیلات مقدماتی تبرائیان عازم مصر می شود تا در دانشگاه مصر تحصیل در رشته ادبیات را دنبال کند. او سرانجام موفق به دریافت دکترای زبان و ادبیات عرب از دانشگاه الازهر مصر می شود و بلافاصله برای تدریس در این رشته به سوریه دعوت می شود و در دانشگاه های دمشق و حلب به تدریس زبان و ادبیات عرب می پردازد. او در ایران نیز تدریس علوم اسلامی و زبان و ادبیات عرب را در دانشگاه های مختلف کشور دنبال می کند و چهره شاخص تدریس زبان و ادبیات عرب در ایران می شود. 